# Dimitrovgrad (Bulgaria)
Dimitrovgrad (in bulgaro Димитровград?) è un comune bulgaro situato nel distretto di Haskovo di 68 200 abitanti (dati 2009).

## Località
Il comune è formato dall'insieme delle seguenti località:
- Dimitrovgrad (sede comunale)
- Bodrovo
- Brjast
- Brod
- Černogorovo
- Dlăgnevo
- Dobrič
- Dolno Belevo
- Goljamo Asenovo
- Gorski izvor
- Jabălkovo
- Kasnakovo
- Krepost
- Krum
- Malko Asenovo
- Meričleri
- Radievo
- Rajnovo
- Skobelevo
- Stalevo
- Stransko
- Svetlina
- Vărbica
- Velikan
- Voden
- Zdravec
- Zlatopole

## Amministrazione

### Gemellaggi
- Grosseto, Italia
- Dimitrovgrad, Russia
- Kalamaria, Grecia